# Lethrinops altus
Lethrinops altus — вид окунеподібних риб родини цихлові (Cichlidae), використовується як акваріумна рибка.

## Поширення
Ендемічний вид для озера Малаві, де досить поширена на глибині 20-60 м у місцях, де є піщаний ґрунт.

## Опис
Це дрібна риба, що сягає 15,8 см завдовжки..

## Спосіб життя
Живиться безхребетними, яких шукає серед каміння. Нерест проходить у травні-червні.